# Ratusz w Göteborgu
Ratusz w Göteborgu (szw. Göteborgs rådhus) – klasycystyczny ratusz położony przy Placu Gustawa Adolfa w Göteborgu, w dzielnicy Nordstaden. Zbudowany w latach 1669–1672 według projektu Nicodemusa Tessina Starszego. Pierwotnie siedziba urzędu miasta, obecnie mieści archiwum miejskie oraz urząd stanu cywilnego.
W miejscu obecnego ratusza, w latach 1624–1669, stał jego drewniany poprzednik, który spłonął w wielkim pożarze, jaki nawiedził miasto. Bardzo szybko pojawiły się plany budowy nowej siedziby magistratu. Nowy budynek, zbudowany z holenderskiej cegły według projektu Nicodemusa Tessina Starszego, stanął gotowy w 1672 roku. Oprócz pomieszczeń urzędu miejskiego, mieścił pomieszczenia aresztu oraz giełdy.
Przez ponad 140 lat budynek stał w niezmienionym kształcie. W latach 1814–1817 przeszedł przebudowę, wtedy to zmieniono fasadę od strony Placu Gustawa Adolfa. Zmieniono część środkową, dobudowano kolumny, balkon oraz szerokie schody wejściowe. Pod koniec XIX wieku budynek okazał się być za mały dla potrzeb Urzędu Miejskiego. 
W 1912 ogłoszono konkurs na projekt dobudówki. Główna nagroda trafiła do architekta Erika Gunnara Asplunda za jego projekt Andante, który kierownictwu magistratu wcale się nie podobał. Nową część otwarto jesienią 1937, po wielu latach dyskusji i wątpliwości. Do 2010 mieścił się w niej sąd rejonowy. Obecnie dobudowana w latach trzydziestych część nazywana jest Dobudówką Asplunda. Charakteryzuje ją jasny hall ze szklaną ścianą od strony ogrodu. Na ścianie frontowej widnieje seria płaskorzeźb autorstwa Erica Grate.

## Galeria

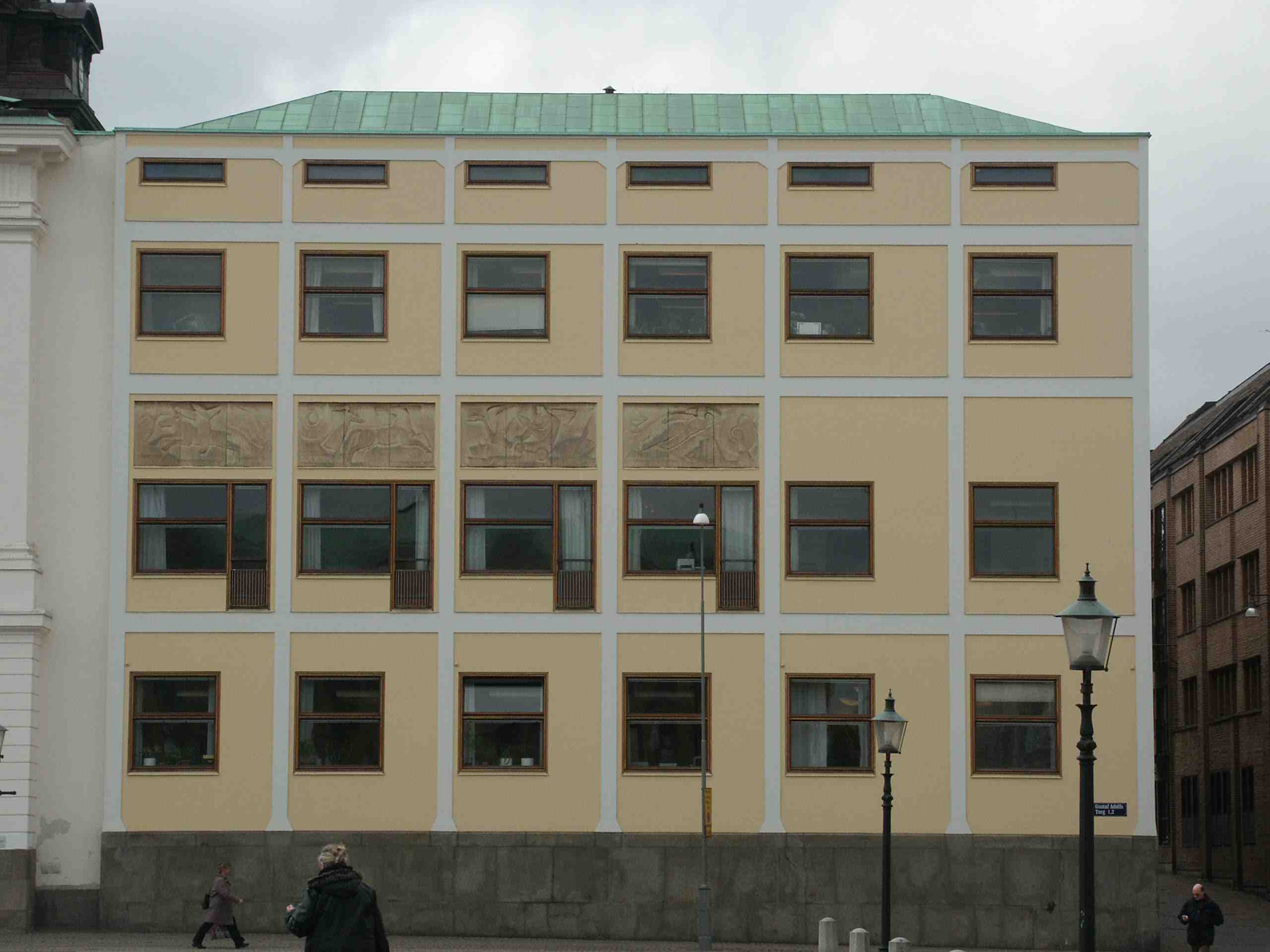
Dobudowana w latach 1935–1937 część, według projektu Asplunda – do 2010 r. siedziba Sądu Rejonowego